# Dongyang
Dongyang (chiń. upr. 东阳; chiń. trad. 東陽; pinyin Dōngyáng) – miasto na prawach w powiatu we wschodnich Chinach, w prowincji Zhejiang, w prefekturze miejskiej Jinhua. W 2000 roku liczba mieszkańców miasta wynosiła 753 094, w 2010 roku populacja miasta wyniosła 804 400.

## Gospodarka
Przemysł metalurgiczny, maszynowy, chemiczny, farmaceutyczny i spożywczy. Miasto znane z rozwiniętego rzemiosła – wyroby z drewna (m.in. z bambusu).

## Atrakcje turystyczne
Kompleks rezydencjonalny rodziny Lu (Dongyang Luzhai 东阳卢宅) w centrum Dongyang znany jako Pałac Cesarski w południowych Chinach z okresu dynastii Ming i Qing.